# Fioletowo
Fioletowo – wieś w Armenii, w prowincji Lorri. W 2011 roku liczyła 1325 mieszkańców.